# Chrysopodes (Neosuarius) divisus
Chrysopodes (Neosuarius) divisus is een insect uit de familie van de gaasvliegen (Chrysopidae), die tot de orde netvleugeligen (Neuroptera) behoort. 
Chrysopodes (Neosuarius) divisus is voor het eerst wetenschappelijk beschreven door Walker in 1853.